# ジェームス・ブラックウェル
ジェームス・ブラックウェル（James Blackwell、1995年4月1日 - ）は、ニュージーランドのラグビーユニオン選手。

## プロフィール
- ニュージーランド・ウェリントン出身[1]。
- ポジションはロック(LO)、フランカー(FL)。
- 身長 193 cm、体重 111 kg
- U20ニュージーランド代表に選ばれたことがある[2]。

## 来歴
ウェリントン、ハリケーンズを経て、2023年、花園近鉄ライナーズに加入。同年12月9日に行われたJAPAN RUGBY LEAGUE ONE第1節三菱重工相模原ダイナボアーズ戦にて先発出場で日本での公式戦初出場を果たした。
2025年2月23日、第一子の誕生を迎えるにあたり、家族のサポートをするために、花園近鉄ライナーズを退団。ロックとして、2023-24シーズンは16試合に出場し、2024-25シーズンには第4節（2025年1月25日）まで4試合出場した。